# Don Taylor
Don Taylor (Freeport (Pennsylvania), 13 december 1920 - Los Angeles, 29 december 1998) was een Amerikaans acteur en regisseur.

## Levensloop en carrière
Na zijn legerdienst kwam Taylor na de Tweede Wereldoorlog in Hollywood aan. Zijn eerste grote rol had hij in Father of the Bride (1950). Een jaar later speelde hij mee in de opvolger Father's Little Dividend. Datzelfde jaar speelde hij naast John Wayne in Flying Leathernecks. In 1953 had hij een hoofdrol in Stalag 17. Na de jaren 50 zette hij zijn carrière verder als regisseur. Zo regisseerde hij Escape from the Planet of the Apes in 1971 en Tom Sawyer (1973). 
Taylor was tweemaal gehuwd (van 1944 tot 1955 met Phyllis Avery en van 1964 tot zijn dood met Hazel Court) en had 4 kinderen. Hij overleed in 1998.
- Biblioteca Nacional de España: XX1296479
- Bibliothèque nationale de France: cb13900312z (data)
- Gemeinsame Normdatei: 143607715
- International Standard Name Identifier: 0000 0001 2130 7886
- Library of Congress Control Number: n88068087
- Bibliotheek van het Japanse parlement: 001210501
- Nationale Bibliotheek van Tsjechië: xx0109852
- Nationale bibliotheek van Australië: 35848925
- Nationale Bibliotheek van Israël: 987007350124805171
- Nederlandse Thesaurus van Auteursnamen: 071232176
- Istituto Centrale per il Catalogo Unico: DDSV072800
- SNAC: w67d4j99
- Système universitaire de documentation: 096952555
- Trove: 1114698
- Virtual International Authority File: 45847329
- WorldCat: E39PBJhdbVXbVqqjpPJxqCX8G3